# 孟松預備學校
威爾布拉漢和孟松學院（英語：Wilbraham & Monson Academy）是位於馬薩諸塞州威爾布拉漢的一所私立中学。它成立於1804年，是一所為9-12年級和研究生開設的四年制寄宿制和日制高中。一所6-8年級的中學為8年級的學生提供寄宿制。該學院位於威爾布拉漢鎮的中心，距波士頓75英里，距紐約市150英里。

## 外部鏈接
- Wilbraham & Monson Academy Website （页面存档备份，存于）